# Nawojów Łużycki

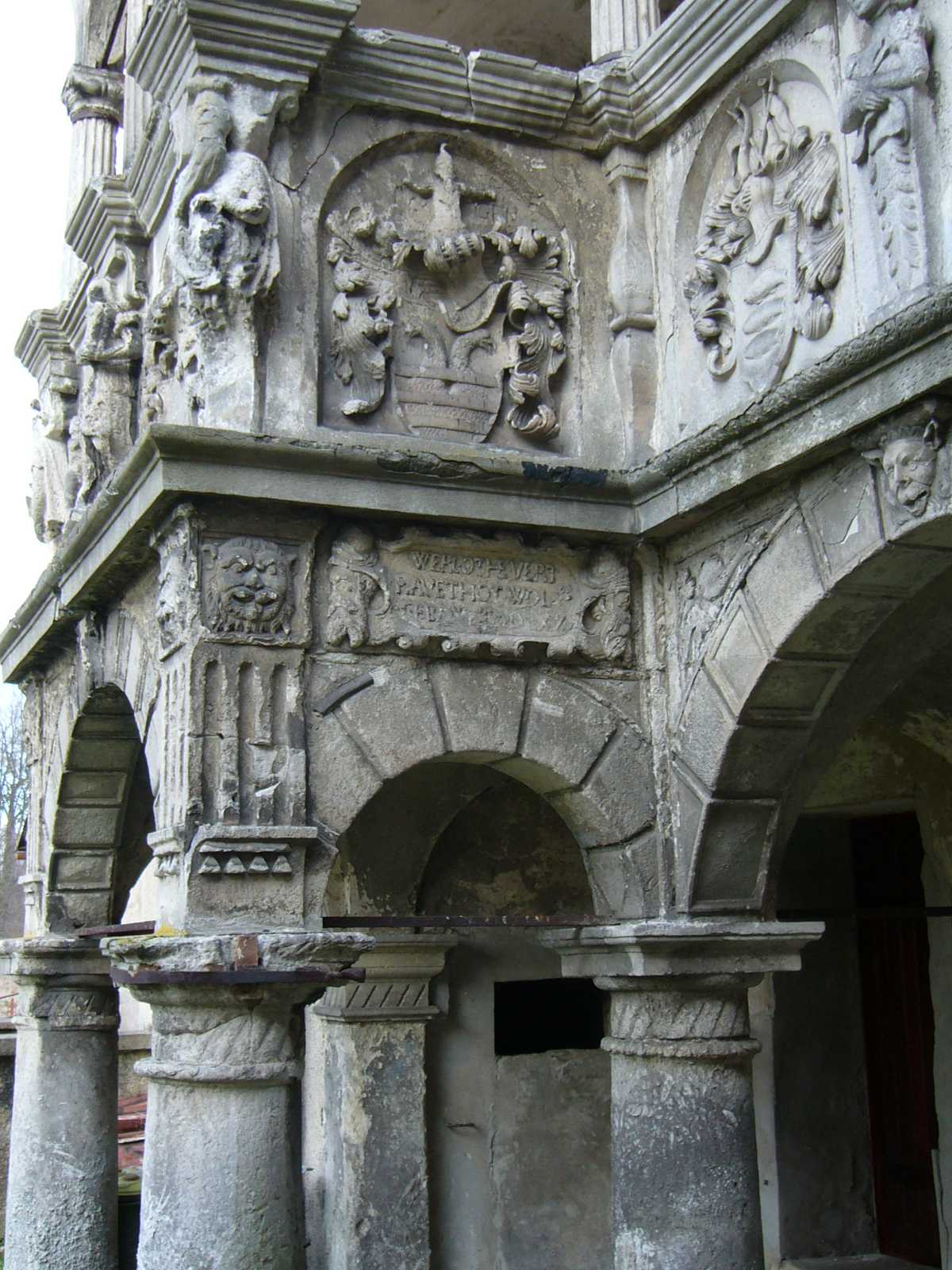
Ehemaliges Herrenhaus in Sächsisch-Haugsdorf

Nawojów Łużycki (deutsch Sächsisch Haugsdorf, auch Sächsisch-Haugsdorf, seit 1939 vereint mit Schlesisch Haugsdorf) ist ein Ort in der Landgemeinde Lubań im Powiat Lubański der Woiwodschaft Niederschlesien in Polen.

## Geschichte
Das an der früheren Reichsstraße 6 liegende unregelmäßige Straßendorf Sächsisch Haugsdorf wurde 1233 als Huisdorf erstmals erwähnt. Es gehörte zum sächsischen Kreis Lauban, bis 1815 ein Teil der Oberlausitz (daher der heutige Namensbestandteil Łużycki) mit dem Dorf an Preußen fiel und Sächsisch Haugsdorf so zum nördlichsten Dorf des früheren Kreises Lauban wurde. Zuvor bildete der Queis die schlesisch-sächsische Grenze mit Sächsisch Haugsdorf auf dem linken und Schlesisch Haugsdorf (Nawojów Śląski) auf dem rechten Flussufer.
1586 wurde die evangelische Kirche erbaut. Es handelte sich um eine sog. Zufluchtskirche in Grenznähe zu den katholischen Gebieten des habsburgischen Schlesiens. Die protestantischen Schlesier gingen also nach 1668 auf Kirchfahrt ins nahe gelegene Ausland, in diesem Fall über die Brücke nach Sachsen. 1813 wurde das Dorf geplündert. 1855 brannte die Kirche durch Blitzschlag vollständig ab; ein eklektischer Neubau von 1856 wurde in den heftigen Kämpfen 1945 zerstört, die Ruine später beseitigt.
Ein 300 Hektar großes Gut mit Schloss und gewerblichen Nebenbetrieben gehörte bis 1576 der Stadt Lauban, danach dem Magdalenerinnenkloster Lauban. Im Schloss befindet sich auch heute die katholische Kirche.
Ein weiteres „ansehnliches“ Gut, das Gut Logau mit über 200 Hektar, ging aus einer wendischen Gründung hervor. Es war früher im Besitz der Gräfin von Stosch, später der briefadeligen Familie Grabs von Haugsdorf (nobilitiert 1836). Die Familie Grabs von Haugsdorf war nach dem Gothaischen Genealogischen Taschenbuch sieben Jahre Gutsherr vor Ort und baute sich dann im gleichnamigen Haugsdorf im Landkreis Deutsch-Krone ein Majorat auf. Später hatte Gut Sächsisch Haugsdorf verschiedene Eigentümer, zuletzt konstant als Besitzer das Kloster St-Maria-Magdalena von der Buße in Lauban. 1937 umfasste das Gut 464 ha.
1926 war Sächsisch-Hausgsdorf vom Hochwasser des Queis stark betroffen. Der Ort hatte 1928 711 und 1945 amtlich 656 Einwohner. Er wurde 1939 mit Schlesisch Haugsdorf vereinigt und hatte seither eine vierklassige (zuvor zweiklassige) Schule. Es besaß ca. 30 z. T. sehr kleine landwirtschaftliche Betriebe mit Getreide- und Obstanbau, Milchvieh, Pferde- und Schweinezucht, Imkerei sowie eine Ziegelei, eine Brauerei und eine Mühle.
1943 wurde der Hausgeistliche des zum Magdalenerinnenkloster Lauban gehörenden Gutes, der Zisterzienser Gerhard Scherer, verhaftet und wegen „Abhörens von Feindsendern“ verurteilt. Er starb 1944 im Zuchthaus in Brieg.

## Sehenswürdigkeiten
- Schloss Sächsisch Haugsdorf, ehemaliges Klostergut mit Schloss, Sgraffiti-Dekorationen an den Scheunen und Renaissanceportal von 1570, teilweise restauriert in den 1960er Jahren

## Im Ort geboren
- Nikolaus Fischer (1791–1858), ab 1829 Propst der St.-Hedwigs-Kirche in Berlin
- Karl Dietrich (1873–1953), Politiker, Abgeordneter in der Weimarer Nationalversammlung